# Endoscopieverpleegkundige

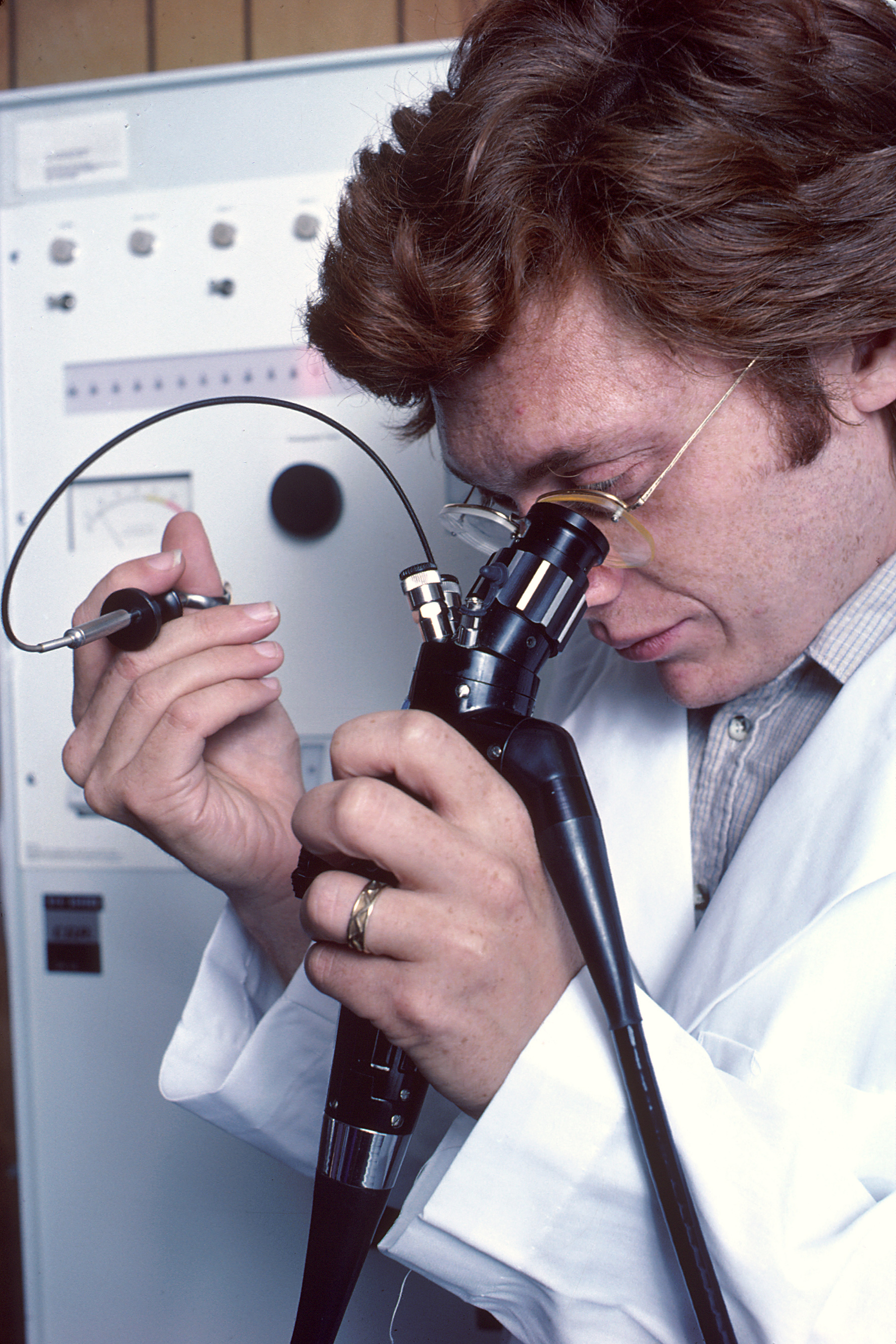
Een endoscopieverpleegkundige assisteert de arts tijdens endoscopisch onderzoek.

Een endoscopieverpleegkundige is een verpleegkundige met een vervolgopleiding die een medisch specialist assisteert bij een endoscopisch onderzoek.

## Functie

### Werkveld
Een endoscopieverpleegkundige is voornamelijk werkzaam in een privékliniek of op de endoscopieafdeling van een ziekenhuis.

### Taken
Een aantal taken van de endscopieverpleegkundige zijn:
- Het geven van voorlichting over het desbetreffende onderzoek.
- Het eventueel klaarmaken en toedienen van medicatie zoals midazolam (Dormicum).
- Het eventueel verdoven van de keel door middel van een keelspray.
- Het steriliseren van de endoscoop.
- (Emotioneel) begeleiden van de patiënt tijdens het onderzoek.
- het adviseren van de arts en opstellen van behandelplan i.s.m. de arts.
- het oplossen van technische problemen omtrent de endoscoop en overige apparatuur.
- Eventueel inbrengen van een maagkatheter om een darmspoeling te geven ter voorbereiding van een colonscopie.
- Aangeven van endoscopiematerialen zoals een biopsietang.
- Observeren van vitale functies tijdens het onderzoek.
- Inbrengen van een venflon.

## Kennis
Alhoewel de endoscopieverpleegkundige geen medische diagnose hoeft te stellen tijdens en na het onderzoek, dient een endoscopieverpleegkundige wel veel kennis te hebben van aandoeningen in het maag-darmkanaal en hoe deze te herkennen tijdens een endoscopisch onderzoek. Tevens bestuurt tijdens het onderzoek de endoscopieverpleegkundige de endoscoop niet. Dit doet de arts. Toch moet in het geval van acute situaties een endoscopieverpleegkundige op een juiste manier snel een endoscoop kunnen verwijderen uit het lichaam van de patiënt. Een endoscopieverpleegkundige wordt ook opgeleid in de werking van een endoscoop alhoewel zij de endoscoop zelf amper daadwerkelijk gebruiken in de praktijk.

## Onderzoeken
De endoscopieverpleegkundige komt in aanraking met de volgende (endoscopische) onderzoeken:
- Bronchoscopie
- Colonscopie
- Gastroscopie
- ERCP
- Sigmoïdoscopie
- Oesofagoscopie
- Manometrie
- Ph-metrie

## Opleiding

### Nederland
Om endoscopieverpleegkundige te kunnen worden, dient men de beschikken over het diploma verpleegkundige of doktersassistent. Een doktersassistent die de opleiding tot endoscopieverpleegkundige gevolgd heeft, mag zich officieel geen endoscopieverpleegkundige noemen, maar is een endoscopie-assistent. In sommige instellingen wordt het bezitten van een verpleegkundige achtergrond als pre gezien.

## Verpleegkundig endoscopist
Vanwege de groeiende vraag naar colonscopieën en het tekort aan de maag-darm-leverartsen in Nederland; heeft het UMCG als eerste in de wereld een proef gestart met de zogenaamde colonscopieverpleegkundige of verpleegkundig endoscopist. Dit is een verpleegkundige die opgeleid is om zelfstandig colon- en sigmoïdoscopieën uit te mogen voeren en zelf diagnoses te kunnen stellen tijdens het onderzoek.
In 2010 heeft de toenmalige Nederlandse minister Ab Klink van volksgezondheid toegezegd dat er vanwege het tekort aan maag-darm-leverartsen er een landelijke vervolgopleiding tot zogenaamd verpleegkundig endoscopist moet worden gerealiseerd. Daarnaast wordt vanaf 2013 een landelijk bevolkingsonderzoek ingevoerd naar darmkanker, waardoor de vraag naar endoscopieën verder zal toenemen. Om die reden is in 2013 de opleiding tot verpleegkundig endoscopist gestart in Nieuwegein. De opleiding is ontwikkeld door een samenwerkingsverband tussen de V&VN, het Sint Antonius Ziekenhuis (Utrecht) en de Nederlandse Vereniging Maag-Darm-Leverartsen. Voor het behalen van het landelijk erkend diploma moet de verpleegkundige twee honderd onderzoeken in de praktijk hebben gedaan. Na het volgen van deze opleiding mag de verpleegkundige zelfstandig darmonderzoeken ( colonscopie, sigmoïdoscopie enz.) uitvoeren.
In Groot-Brittannië bestaat deze functie ook en dient men het diploma physician assistant te bezitten.
Lijst van verpleegkundige specialisaties · portaal · afbeeldingen